# پریویل (مریلند)
پریویل (به انگلیسی: Perryville) شهری در ایالت مریلند کشور ایالات متحده آمریکا است که جمعیت آن در سرشماری سال ۲۰۱۰ میلادی، ۴٬۳۶۱ نفر بوده‌است.